# 黒潮市場 (スーパーマーケット)

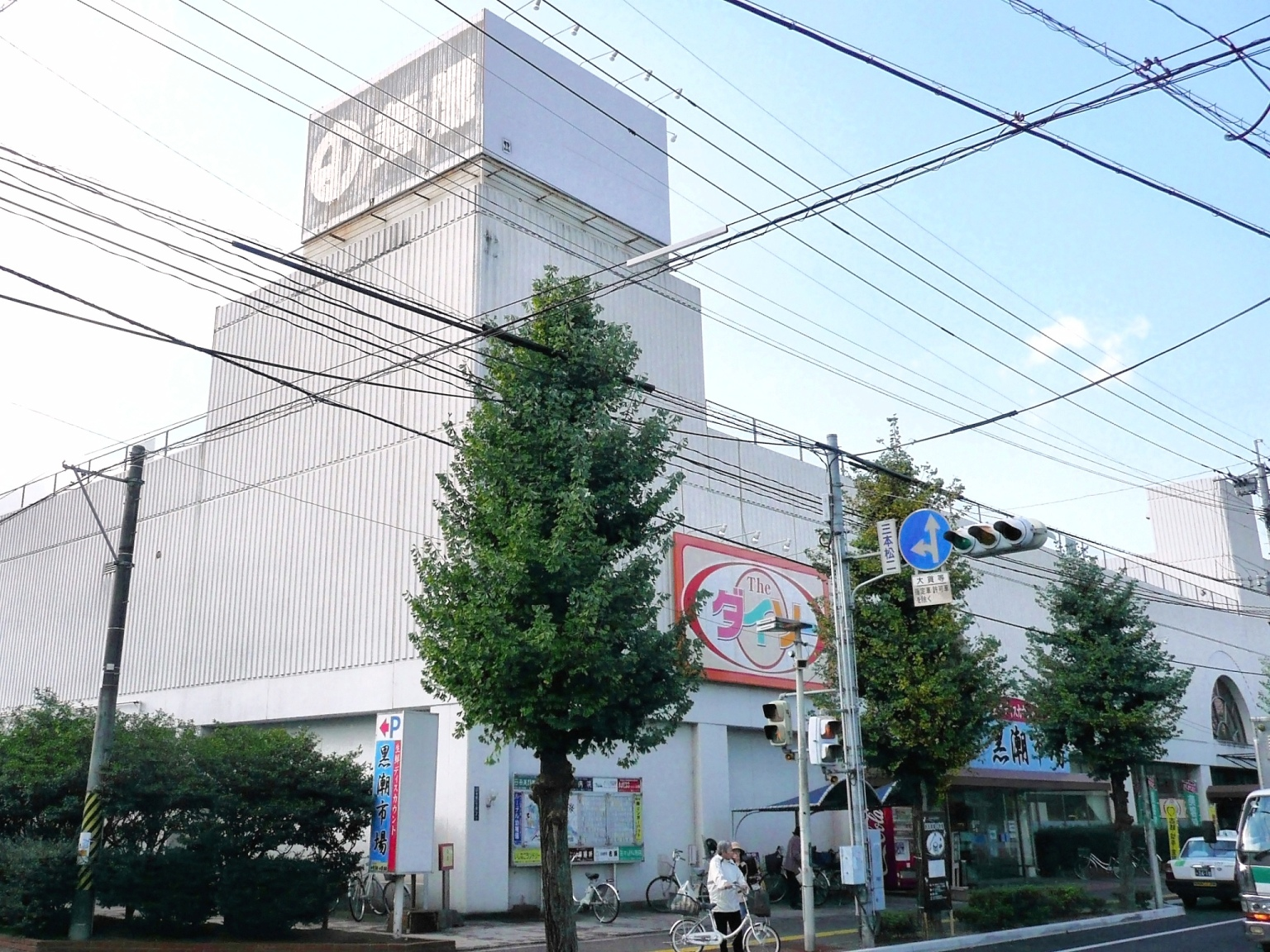
日田店（旧・日田寿屋、大分県日田市）

株式会社黒潮市場（くろしおいちば、英称：Kuroshio Ichiba Co., Ltd.）は、熊本県熊本市西区に本店を置くスーパーマーケットである。
経営破綻した「壽屋」（ラララグループ）の一部店舗を引き継ぐ形で設立された。

## 概要
2002年2月に、経営破綻した九州最大手のスーパーマーケット「壽屋」の元社員と、壽屋を大口取引企業としていた水産加工・卸売会社「ヨーマン」との共同出資で設立された。
壽屋の経営破綻がきっかけとなって設立されたため、多くの社員が壽屋やラララグループの出身であり、多くの店舗は同社から引き継いだものである。また、経営母体の「ヨーマン」は壽屋の子会社である「寿水産」も買収している。但し、同社とは違ってあくまで食品スーパーであるため、衣料品売り場などは別途テナントを入居させて引き継がせている。

## 沿革
- 2002年1月31日 - 前年末に民事再生法を申請した寿屋がこの日限りで「一時休業」に入る。
- 2002年2月28日 - 寿屋楠店1階の食品売場を寿屋から賃貸して「黒潮市場楠店」として再開。当初の社員は6名。
- 2002年4月25日 - 寿屋御船店の食品売場を「黒潮市場御船店」として再開。
- 2002年5月28日 - 新外寿屋の食品売場を「黒潮市場新外店」として再開。
- 2002年6月20日 - 日田寿屋の食品売場を「黒潮市場日田店」として再開。
- 2002年12月 - 黒潮市場ma,maすずかけ台店を開店。
- 2008年5月 - 宇城ショッピングセンターパルシェ内に「黒潮市場パルシェ松橋店」を開店。
- 2011年11月 - 黒潮市場泗水店を開店。

## 運営店舗

### 熊本県

#### 熊本市
新外店（東区尾ノ上、旧 新外寿屋）
| 階 | フロア概要 |
| -- | --- |
| 2F | 駐車場 |
| 1F | 黒潮市場、昭産商事（惣菜）、オイソルーク（ベーカリー）、新町せんべい、服彩館キナッセ（衣料品）、ファッションハウス彩（婦人服） 100円ショップじゃむじゃむ、300円ショップnimonimo、美容室イーゼ、パールドライ（クリーニング）、宝くじチャンスセンター |

9:30 - 23:00。かつて出店していたテナントとしてサンキなど。
龍田店（北区龍田、旧 パワーマークス龍田店）
| 階 | フロア概要 |
| -- | ---------- |
| 1F | 黒潮市場   |

9:30 - 22:00。食品売場のみの小型店舗。
アタックス花立店（東区花立）
9:30 - 23:00。ハローグリーンエブリー健軍店跡地。食品売場は黒潮市場、衣料品・生活雑貨・家電などの売場はアタックスが運営。

#### 上益城郡益城町
益城店（益城町惣領、旧 寿屋益城店）
| 階 | フロア概要                                                                                   |
| -- | -------------------------------------------------------------------------------------------- |
| 2F | 服彩館キナッセ（衣料品）、ハリカミプレ（贈答品専門店）                                       |
| 1F | 黒潮市場、中華第一楼（惣菜）、宝くじチャンスセンター（別棟）、クリーニング洗濯屋本舗（別棟） |

9:30 - 21:00。かつて出店していたテナントとしてサンキ、ホロニックコラボ（衣料、雑貨）など。隣接する同仁堂ドラッグと駐車場共用。
黒潮市場フレッシュマート宮園店（益城町宮園、旧 ショッピングセンターサンデル）
9:00 - 20:00。生鮮のみのワンフロア店舗。益城店と同じ県道沿いに出店（東に1キロ）。

#### 上益城郡御船町
御船店（旧 寿屋御船店）
| 階 | フロア概要                                                           |
| -- | -------------------------------------------------------------------- |
| 2F |                                                                      |
| 1F | 黒潮市場、中華第一楼（惣菜）、マルシェ、お弁当ヒライ、フジイの唐揚げ |

9:30 - 21:00。かつては2階にサンキ、100円ショップじゃむじゃむ、300円ショップnimonimo、ファッションエルサラ（婦人服）、スマイルステーションが出店していた。

#### 宇城市
パルシェ松橋店（宇城ショッピングプラザパルシェ 内）
9:30 - 20:30。ショッピングセンター「宇城ショッピングプラザ パルシェ」の食品売場にテナント出店。テナントとして「新町せんべい」など。

#### 菊池市
泗水店
9:00 - 20:00。マルショク泗水店（旧店舗、マルショクは移転） → アパンダ泗水店 → スーパー菊屋泗水店の跡。旧熊本電鉄泗水駅と同居していた建物。

#### 山鹿市
アタックス鹿本店
9:00 - 22:00。ビッグミカエル鹿本店跡地。食品売場は黒潮市場、衣料品・生活雑貨・家電などの売場はアタックスが運営。

### 大分県

#### 日田市
日田店（旧 日田寿屋）
| 階 | フロア概要 |
| -- | --- |
| 3F | 駐車場 |
| 2F | ザ・ダイソー、ブティック夢屋（婦人服）、ファッションエルサラ（婦人服）、三幸堂（金券ショップ）、ゲームコーナー                                                                                                 |
| 1F | 黒潮市場、オイソクール（ベーカリー）、華（惣菜）、四季彩（惣菜）、味彩の松屋（惣菜）、あさひや青果、山口鮮魚 ぞうsan（パン・惣菜）、あさひやクリーニング、イッツスタイル（美容院）、ハローレスト（レストラン） |

9:30 - 20:30。かつて出店していたテナントとしてサンキ、ピノキオランド（ゲームセンター）、寿匠苑（呉服）など。2階の半床はテナント募集中。しかし、建物は解体され、ダイレックス日田中央店が建っている。

## かつて存在した店舗
- ma,maすずかけ台店 - 2003年10月閉店。
- 楠店（旧 寿屋楠店）- 2011年12月閉店。跡地には旧ラララグループのディスカウント店「スーパーキッド」が出店。

## その他
- 旧寿屋店舗は現在もカリーノグループ（旧ラララグループ）の所有物件である。
- レジ袋は有料化されている。